# Kuwanimyia quadrisetosa
Kuwanimyia quadrisetosa là một loài ruồi trong họ Tachinidae.